# Nagyszurduk
Nagyszurduk románul: Surducu Mare, falu Romániában, a Bánságban, Krassó-Szörény megyében.

## Fekvése
Boksánbányától délnyugatra fekvő település.

## Története
Nagyszurduk, Szurdok nevét 1280-1282-1290 közt említette először oklevél.
1324-ben p. Zurduk, 1342-ben  Stephanus f. 
Laurentii de  Zurduk néven volt említve.
A Szurdoki nemesek birtoka volt, kiknek elődei: Imre, Farkas és Kozma. A falut 1280-1282 között testvérüknek Bölényfő Andrásnak az egresi monostor védelmében bekövetkezett haláláért kapták IV. László királytól Dragadollal együtt; 1324-ben az országbíró megerősíti utódaikat  birtokaikban (Demetrius f. Emerici, Laurentius f. Farkasii et ... Laurentius f. Cosme) az igénylő Márton clericussal, Treutel Miklós serviensével szemben, majd Lőrinc fia István 1342-ben átíratja az oklevelet.
1324-ben, 1406-ban, 1436-ban, 1490-ben Zurduk Nemesi nevekben fordult elő. 1406-ban Zurduk, 1436-ban  Zwrdok, 1808-ban  Szurdok h., Szurduk val. 1828-ban Nagy Szurdok, 1913-ban Nagyszurdok néven fordult elő.
1851-ben Fényes Elek írta a településről:
..., Krassó vármegyében, 17 katholikus, 742 óhitü lakossal, s anyatemplommal. Birja Csiky család.
A trianoni békeszerződés előtt Krassó-Szörény vármegye Boksánbányai járásához tartozott.
1910-ben 1119 lakosából 136 magyar, 107 német, 752 román, 91 cseh-morva volt. Ebből 325 római katolikus, 199 görögkatolikus, 582 görög keleti ortodox volt.

## Források

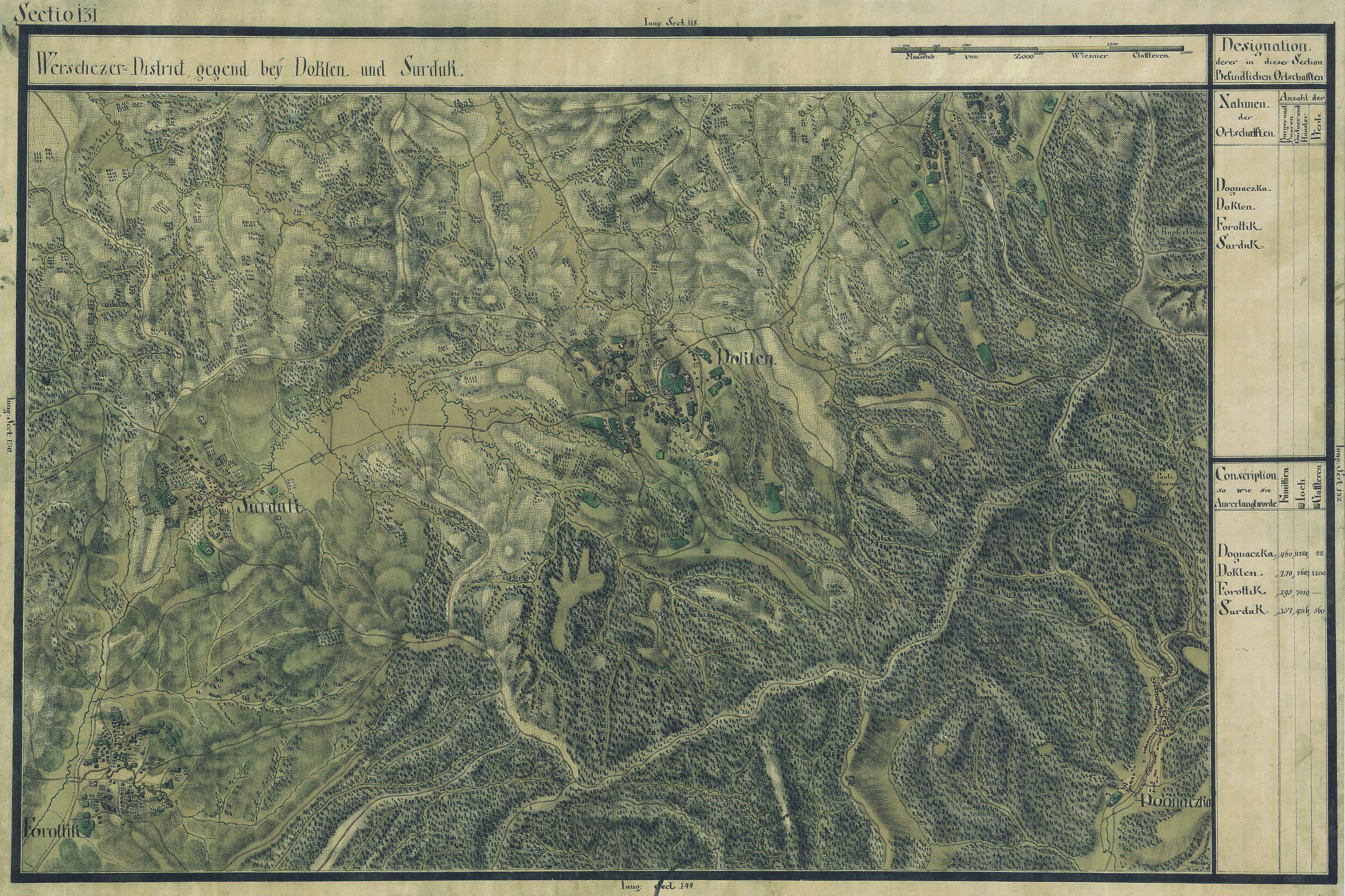
Nagyszurdok egy régi térképen